# تاكر هيوم
تاكر هيوم (بالإنجليزية: Tucker Hume)‏ هو لاعب كرة قدم أمريكي، ولد في 22 أغسطس 1993 في دالاس في الولايات المتحدة. لعب مع Nashville SC (2018–19) ‏.

## وصلات خارجية
- تاكر هيوم على موقع قاعدة بيانات كرة القدم.إي يو (الإنجليزية)
- تاكر هيوم على موقع Soccerway.com (الإنجليزية)
- تاكر هيوم على موقع عالم كرة القدم.نت (الإنجليزية)